# 奧立佛·高德史密斯
奧立佛·高德史密斯（Oliver Goldsmith，1728年11月10日—1774年4月4日），愛爾蘭詩人、作家與醫生。以小說《韦克菲尔德的牧师》（The Vicar of Wakefield），他因為思念兄弟而創作的詩《廢棄的農村》（The Deserted Village，1770年），與他的劇本《The Good-natur'd Man》（1768年）和《屈身求愛》（She Stoops to Conquer，1773年）聞名。他同時也被認為創作了經典的童話故事《兩隻小好鞋的故事史》（History of little goody two shoes）。